# Ана Ган
Ана Ган (енгл. Anna Gunn; 11. август 1968) америчка је глумица позната по улози Скајлер Вајт у серији Чиста хемија, за коју је освојила награду Еми за најбољу споредну глумицу у драмској серији.